# Лаго дел Монако (Потенца)
Лаго дел Монако (итал. Lago del Monaco) је насеље у Италији у округу Потенца, региону Базиликата.
Према процени из 2011. у насељу је живело 33 становника. Насеље се налази на надморској висини од 791 м.